# Rivière Mémeshquasati
La rivière Mémeshquasati est un affluent de la rivière Tichégami, coulant dans la municipalité d'Eeyou Istchee Baie-James, dans la région administrative du Nord-du-Québec, au Québec, au Canada.
La rivière Mémeshquasati coule à l'ouest et au nord des monts Tichégami. La partie supérieure de la vallée de la rivière Mémeshquasati est desservie indirectement par la route 167 venant de Chibougamau se dirigeant vers le nord-est et qui passe à une trentaine de kilomètres à l'est du lac de tête de la rivière Mémeshquasati. En se dirigeant vers le nord, cette route longe la rive sud-est du lac Waconichi, la partie est des lacs Mistassini et Albanel, puis remonte le cours de la partie supérieure de la rivière Takwa.

## Géographie
Les bassins versants voisins de la rivière Mémeshquasati sont:
- côté nord: rivière Eastmain, rivière Tichégami, rivière Barou;
- côté est: rivière Pépeshquasati, rivière Kapaquatche, rivière Toco, rivière Takwa, rivière Témis, rivière Témiscamie;
- côté sud: ruisseau Holton, rivière Neilson, rivière Wabissinane, lac Mistassini;
- côté ouest: rivière Tichégami, lac Baudeau, rivière Eastmain, rivière Cauouatstacau[2].

La rivière Mémeshquasati prend sa source d'un lac non identifié (altitude: 760 m) dont l'embouchure est située au sud-est de l'embouchure de la rivière Mémeshquasati, au nord-ouest du lac de tête du ruisseau Holton, au nord du lac Mistassini et de Chibougamau.
À partir de la décharge du lac de tête, le courant de la rivière Mémeshquasati coule sur environ 45 km, selon les segments suivants:
- vers le nord, jusqu'à la décharge de lacs non identifiés venant du nord-est ;
- vers l'Ouest, jusqu'à la décharge d'un petit lac non identifié venant du sud-ouest ;
- vers le nord-ouest, puis vers le nord, jusqu'à la décharge d'un ensemble de lacs non identifiés venant de l'ouest ;
- vers le Nord-Ouest jusqu'à la décharge de lacs non identifiés venant de l'ouest ;
- vers le nord-ouest en longeant le pied des monts Tichégami comportant plusieurs sommets dont le plus élevé atteint 807 m, jusqu'à la décharge de lacs non identifiés venant du nord-ouest ;
- vers le sud-ouest, en contournant une montagne ;
- vers le nord en serpentant en zones de marais jusqu'à un coude de rivière;
- vers le sud, jusqu'à l'embouchure de la rivière Mémeshquasati[2].

La confluence de la rivière Mémeshquasati avec la rivière Tichégami est située au nord du lac Baudeau, au nord-ouest du lac Mistassini, à l'est du réservoir de la Paix des Braves, au nord-est du réservoir Opinaca (lequel est traversé par la rivière Eastmain) et au nord de Chibougamau;
La rivière Mémeshquasati se déverse sur la rive gauche de la rivière Tichégami en amont du lac Baudeau. À partir de ce lac, le courant coule généralement vers l'ouest en empruntant le cours de la rivière Tichégami, puis suit le cours de la rivière Eastmain notamment en traversant les réservoirs Eastmain et Opinaca, jusqu'à la rive est de la baie James. 

## Toponymie
Jadis, ce cours d'eau a été désigné « rivière Mamachouésati » et « rivière Mamaskwasati ».
Le toponyme « rivière Mémeshquasati » a été officialisé le 5 décembre 1968 à la Banque des noms de lieux de la Commission de toponymie du Québec, soit à la création de cette commission.